# Glenurus
Glenurus is een geslacht van netvleugelige insecten dat behoort tot de familie mierenleeuwen (Myrmeleontidae) en de onderfamilie Myrmeleontinae.

## Soorten
Het bestaat uit de volgende 12 soorten:
- Glenurus atomatus C.-k. Yang, 1986
- Glenurus croesus Banks, 1922
- Glenurus fuscilomus C.-k. Yang, 1986
- Glenurus gratus (Say, 1839)
- Glenurus heteropteryx Gerstaecker, 1885
- Glenurus incalis Banks, 1922
- Glenurus luniger Gerstaecker, 1894
- Glenurus peculiaris (Walker, 1860)
- Glenurus penningtoni (Navás, 1918)
- Glenurus posticus Navás, 1913
- Glenurus proi Navás, 1930
- Glenurus snowii Banks, 1907